# 乐广 (南北朝)
乐广，南北朝南梁、西魏将领，是南梁潼州刺史杨运的女婿。
杨乾运派乐广镇守安州。宇文泰派杨乾运之孙杨法洛和使者牛伯友等来到，杨乾运之侄杨略当夜送至。杨乾运令李若等入关归附。宇文泰密赐杨乾运铁券，授使持节、骠骑大将军、开府仪同三司、侍中、梁州刺史、安康郡公。尉迟迥派开府侯吕陵始为前军，至剑阁，杨略于是退兵到乐广的安州，想要献城。怕其军将任电等人不同意，先把他们抓起来，然后出城见侯吕陵始。侯吕陵始于是入据安州，令乐广、杨略等前去报告杨乾运。乐广被西魏、北周授任为车骑大将军、仪同三司、安州刺史，封安康县公，食邑一千户。